# Super Street Fighter IV
Super Street Fighter IV (スーパーストリートファイター IV Sūpā Sutorīto Faitā Fō?) là trò chơi đối kháng được phát hành bởi Capcom vào năm 2010. Đây là phiên bản nâng cấp từ Street Fighter IV. Super Street Fighter IV được phát hành ngày 27 tháng 4 năm 2010 tại Bắc Mỹ, ngày 28 tháng 4 năm 2010 tại Nhật Bản và ngày 30 tháng 4 năm 2010 tại châu Âu trên hệ máy PlayStation 3 và Xbox 360. Super Street Fighter IV còn là một trong những tựa game đầu tiên cho Nintendo 3DS. Phiên bản 3DS được cập nhật thêm tính năng 3D và được phát hành ngày 26 tháng 2 năm 2011 tại Nhật Bản. Tính đến tháng 3 năm 2011, trò chơi đã bán được 1,6 triệu bản trên toàn thế giới, trong khi phiên bản 3DS bán được hơn 1 triệu bản tính đến tháng 4 năm 2011.

## Cách chơi
Tương tự như Street Fighter IV, Super Street Fighter IV có đồ họa 3D và các nhân vật đối kháng trên nền 2D. Tất cả các nhân vật đều có hai Ultra Combo. Tuy nhiên, trong một trận đấu chỉ có thể chọn một Ultra, tương tự hệ thống Super Arts của dòng Street Fighter III.
Để dành chến thắng, người chơi phải đánh hết máu đối phương hoặc có nhiều máu hơn đối phương khi trận đấu hết giờ. Nếu cả hai người chơi hết máu cùng lúc hoặc có cùng lượng máu khi hết giờ thì kết quả vòng đó sẽ là "Double KO", khi đó coi như cả hai người chơi đều thắng được một vòng. Nếu điều này xảy ra trong vòng đấu cuối cùng thì kết quả của cả trận đấu là "draw game" (khi chơi online, cả hai người chơi sẽ cùng mất battle points và player points nếu kết quả là draw game).
Giống với các phiên bản trước, Super Street Fighter IV sử dụng hệ thống di chuyển tám hướng, cho phép người chơi nhảy, ngồi, tiến tới và lùi ra xa đối thủ. Bên cạnh đó còn có sáu nút tấn công gồm ba nút đấm và ba nút đá với sức mạnh và tốc độ khác nhau. Tương tự hai phiên bản cuối cùng của dòng Street Fighter III, người chơi có thể thực hiện grabs và taunts bằng cách light punch và light kick cùng lúc để grabs, heavy punch và heavy kick cùng lúc để taunts.
Khi chơi chế độ single-player, người chơi có thể tùy chỉnh bật hoặc tắt màn chơi bonus stage. Màn chơi này cho phép người chơi có cơ hội lấy thêm điểm, tương tự như Street Fighter II. Có hai màn chơi là phá xe và đập thùng gỗ.

### Nhân vật
Super Street Fighter IV bao gồm tất cả 25 nhân vật của phiên bản Street Fighter IV và được bổ sung thêm muời nhân vật mới, tất cả đều được mở khóa ngay từ đầu trò chơi. Sau khi trò chơi được phát hành, Ono cho biết sẽ bổ sung thêm các nhân vật mới trong tương lai dưới dạng downloadable content (DLC).
Trong các nhân vật mới, Dee Jay và T. Hawk từ Super Street Fighter II đáng lẽ đã được xuất hiện trong phiên bản Street Fighter IV nhưng sau này bị loại bỏ. Adon từ phiên bản Street Fighter đầu tiên cùng với Cody và Guy từ Final Fight đều có thể sử dụng, được dựa theo lối đánh trong dòng Street Fighter Alpha. Cuối cùng là Dudley, Ibuki và Makoto cùng trở lại từ dòng Street Fighter III.
Nhân vật đầu tiên trong hai nhân vật hoàn toàn mới là Juri, một nữ võ sĩ Taekwondo đến từ Hàn Quốc, làm việc cho tổ chức tội phạm S.I.N của Seth. Juri có một thiết bị tăng lực được cấy trong mắt trái gọi là "Feng Shui Engine", cho phép Juri thực hiện những chuỗi combo mà bình thường không thể thi triển được. Nhân vật thứ hai là Hakan, một võ sĩ oil wrestler đến từ Thổ Nhĩ Kỳ. Mục đích thi đấu của Hakan là để chứng minh Oil Wrestling là môn võ mạnh nhất thế giới.
Phiên bản Arcade Edition của Super Street Fighter IV được giới thiệu thêm các nhân vật mới là Yun và Yang từ Street Fighter III, cùng với Evil Ryu và Kuroushiki Oni.
Các nhân vật trờ lại từ phiên bản Street Fighter IV có thêm bộ trang phục thứ ba, trong khi các nhân vật mới chỉ có hai. Các bộ trang phục cũ từ phiên bản Street Fighter IV có thể sử dụng trong Super Street Fighter IV sau khi tải về costume packs từ Xbox Live hoặc PlayStation Network.

### Modes
Super Street Fighter IV có các mode từ phiên bản gốc gồm "Arcade", "Versus", "Training", và "Trials". Trò chơi còn được bổ sung thêm một vài tính năng online mới bên cạnh Ranked Match. "Team Battle" cho phép tối đa mỗi đội có bốn người đấu với nhau. "Endless Battle" cho phép người chiến thắng đấu lấn luợt với tối đa 7 người khác. Thay thế cho chế độ "Championship Mode" của Street Fighter IV là "Tournament" cho phép người chơi tham dự vào một bảng đấu đơn loại trực tiếp. "Replay Channel" cho phép người chơi xem và lưu trữ những trận đấu diễn ra trên toàn thế giới.

## Phát triển
Capcom officially hinted at the game in early September 2009 when they opened a teaser site in their official Japanese website. An official announcement was made on ngày 28 tháng 9 năm 2009 for the Xbox 360 and PlayStation 3, with an arcade version initially only considered a possibility depending on fan support.

### Phiên bản Nintendo 3DS
Tại E3 2010, Super Street Fighter IV 3D Edition đã được công bố cho Nintendo 3DS. Nó được giới thiệu các tính năng mới là autostereoscopic 3D và cải thiện khả năng kết nối không dây Wi-Fi. Trong một cuộc phỏng vấn với Famitsu, Yoshinori Ono phát biểu rằng gameplay sẽ rất giống với Super Street Fighter IV. Ono hi vọng rằng có thể truyển tải được gameplay của phiên bản console lên phiên bản 3DS. Bên cạnh các nội dung gốc, họ đang cố gắng thêm vào những nội dung và tính năng mới. Famitsu còn nói rằng trò chơi sẽ phát hành cùng lúc với 3DS.

## Nội dung tải về được
Tại Châu Á, Collector's Edition của phiên bản Xbox 360 có kèm theo downloadable voucher của bộ phim Super Street Fighter IV về nhân vật Juri. Mặc dù được làm hoàn toàn bằng Tiếng Anh, bộ phim đã không được phát hành ra khỏi châu Á vì vấn đề bản quyền.
Những người đã có phiên bản Street Fighter IV có thể sử dung các trang phục DLC của phiên bản gốc trong Super Street Fighter IV, cũng như hai màu trang phục dành riêng cho những người có file save của bản gốc. Phần chơi Tournament Mode cũng đã được phát hành miễn phí dưới dạng DLC vào ngày 15 tháng 6 năm 2010.
Ngoài ra người chơi còn có thể tải về các gói trang phục hoàn toàn mới dành riêng cho Super Street Fighter IV, được phát hành bắt đầu từ ngày 27 tháng 10 năm 2010 cho tới đầu năm 2011.

## Đánh giá
IGN cho trò chơi 9.0 điểm và danh hiệu Editor's Choice, gọi trò chơi là "một phiên bản siêu hạng của một trong những trò chơi đối kháng hay nhất... với phần chơi online được cải thiện vuợt bậc so với bản gốc". GameTrailers cho trò chơi 9.3 điểm, khen ngợi sự cải tiến vượt bậc so với bản tiền nhiệm. Jeff Gerstmann của Giant Bomb cho trò chơi 5/5 điểm, nói rằng "Super Street Fighter IV đã được bổ sung những tính năng mới tuyệt vời, đủ để có thể bỏ qua những phiên bản nâng cấp 'Champion Edition' và 'Hyper Fighting' như các phiên bản Street Fighter trước.
CVG cho phiên bản 3D Edition 9.0 điểm, nói rằng nó phù hợp cho cả những game thủ chuyên nghiệp và nghiệp dư, nó có đầy đủ nội dung như phiên bản console. Kotaku còn nói rằng "nếu bạn định mua một trò chơi cho 3DS, hãy mua trò chơi này.".